# 16 de Septiembre, Chiapas
16 de Septiembre är en ort i Mexiko.   Den ligger i kommunen Chicomuselo och delstaten Chiapas, i den sydöstra delen av landet, 800 km sydost om huvudstaden Mexico City. 16 de Septiembre ligger 679 meter över havet och antalet invånare är 137.
Terrängen runt 16 de Septiembre är platt åt nordost, men åt sydväst är den kuperad. Runt 16 de Septiembre är det ganska glesbefolkat, med 27 invånare per kvadratkilometer. Närmaste större samhälle är Chicomuselo, 14,0 km söder om 16 de Septiembre. I omgivningarna runt 16 de Septiembre växer huvudsakligen savannskog.